# Lwishia
 (juin 2014).
Lwishia ou Luishia est une localité du Katanga en République démocratique du Congo. La mine de Lwishia est une mine à ciel ouvert de cuivre et de cobalt. Elle se situe entre les villes de Lubumbashi et Likasi. Quelques entreprises minières peuvent être énumérées : La compagnie minière de Luisha (COMILU), Excellent Minéral, Chemaf et soprom. On va constaté qu'au sein de ces entreprises, les travailleurs sont mal payé. Le salaire minimum est de 200000CDF ce qui ne représente rien du tout par rapport à la conjoncture actuelle. 
Beaucoup de réclamations ont été faites par les travailleurs surtout de COMILU mais sans succès, sous le silence du gouvernement provincial de Haut-Katanga. Les travailleurs ne savent plus à quel saint se voué. 